# Gertrude Hoffman (Schauspielerin)
Gertrude W. Hoffman, auch Trude Hoffmann und Gertrude Hoffman, eigentlich Eliza Gertrude Wesselhoeft, (* 17. Mai 1871 in Heidelberg, Deutsches Kaiserreich; † 13. Februar 1968 in Santa Barbara, Kalifornien, Vereinigte Staaten) war eine Schauspielerin deutscher Abstammung, deren Karriere in Hollywood erst mit über 60 Jahren begann.

## Leben
Gertrude Wesselhoeft war die Tochter des Arztes Walter Wesselhoeft und wurde zwar noch in Heidelberg geboren, wuchs aber nach der Auswanderung den Großteil ihrer Jugend in Cambridge, Massachusetts auf. Ihre jüngere Schwester Eleanor Wesselhoeft (1882–1945) wurde später ebenfalls als Schauspielerin in Theater und Film tätig. 1894 heiratete Gertrude den bekannten Naturkundler und Schulleiter Ralph Hoffmann (1870–1932), mit dem sie bis zu dessen Tod verheiratet blieb. Das Paar hatte drei Kinder, das jüngste Gertrude "Trudy" Hoffmann (1904–2008) war später mit dem britischen Komponisten Sir Arthur Bliss verheiratet.
Während der Haiangriffe an der Küste von New Jersey (1916) erlangte Hoffman kurzzeitige Aufmerksamkeit, als die New York Times über ihre Begegnung mit einem Hai am Strand von Coney Island berichtete. Hoffman rühmte sich damals, geistesgegenwärtig auf das Wasser geschlagen und so den Hai vertrieben zu haben.
Ihre ersten Filmrollen soll sie zwischen 1917 und 1923 beim deutschen Stummfilm gehabt haben, falls es sich nicht um eine namensgleiche Schauspielerin handelt. 1933 trat Hoffman, zu diesem Zeitpunkt bereits über 60 Jahre alt, erstmals als Schauspielerin in einem Hollywood-Film aus. Es folgten eine lange Reihe von meist kleineren Nebenrollen, in denen von Großmütter, alte Jungfern oder ältere Ehegattinnen darstellte. In Der Auslandskorrespondent von Alfred Hitchcock überlebt ihre Figur einen Flugzeugabsturz. Weitere Rollen hatte sie in Strafsache Thelma Jordon und Frauengefängnis, die beide im Jahre 1950 in den Kinos erschienen. Sie spielte außerdem 1953 in dem Science-Fiction-Filmklassiker Kampf der Welten mit. Von 1952 bis 1955 hatte sie eine wiederkehrende Rolle in der US-amerikanischen Fernsehserie My Little Margie, in der sie eine ältere Nachbarin der Hauptfiguren spielte. 
Hoffman zog sich 1958 von der Schauspielerei zurück und starb 1968 im Alter von 96 Jahren. Sie ist auf dem Grand View Memorial Park Cemetery in Glendale, Kalifornien, bestattet.

## Filmografie (Auswahl)
Deutsche Filmauftritte (unklar, ob es sich um diese Gertrude Hoffmann handelt)
- 1917: Ein nasses Abenteuer
- 1918: Der Rubin-Salamander (Kurzfilm)
- 1918: Die blaue Laterne
- 1920: Die entfesselte Menschheit
- 1920: Lepain
- 1920: Der Schrecken der Millionäre
- 1920/22: Louise de Lavallière – Am Liebeshof des Sonnenkönigs
- 1921: Die Ratten
- 1923: Die Schlucht des Todes

Hollywood-Auftritte (können ihr gesichert zugeschrieben werden)
- 1933: Before Dawn
- 1934: Harold Lloyd, der Strohmann (The Cat’s-Paw)
- 1934: Der Schrecken der Rennbahn (6 Day Bike Rider)
- 1935: Die Elenden (Les Misérables)
- 1937: Gesetz der Berge (Mountain Justice)
- 1940: Der Auslandskorrespondent (Foreign Correspondent)
- 1940: The Ape
- 1941: Ein Frauenherz vergißt nie (Lydia)
- 1941: Mit einem Fuß im Himmel (One Foot in Heaven)
- 1941: Verdacht (Suspicion)
- 1942: Das gibt es nur in Texas (Texas Trouble Shooters)
- 1942: Commandos Strike at Dawn
- 1943: Dr. Gillespie’s Criminal Case
- 1943: Kampf in den Wolken (A Guy Named Joe)
- 1943: Eine Frau hat Erfolg (What a Woman!)
- 1945: Urlaub für die Liebe (The Clock)
- 1947: California
- 1947: Mit Gesang geht alles besser (Welcome Stranger)
- 1949: Entscheidung am Fluß (Roseanna McCoy)
- 1949: Strafsache Thelma Jordon (The File on Thelma Jordon)
- 1950: Frauengefängnis (Caged)
- 1951: Auf Bewährung freigelassen (The Company She Keeps)
- 1951: Ein Herz für Danny (Close to My Heart)
- 1952–1955: My Little Margie (Fernsehserie, 42 Folgen)
- 1953: Kampf der Welten (The War of the Worlds)
- 1955: … und nicht als ein Fremder (Not as a Stranger)
- 1955: Alfred Hitchcock präsentiert (Alfred Hitchcock Presents, Fernsehserie, Folge 1x09)
- 1958: Schlitz Playhouse of Stars (Fernsehserie, Folge 7x27)